# Т-101
Т-101 «Грач» — проект по модернизации самолета Ан-2, разработанный предприятием «Рокс-Аэро» совместно с МАПО МиГ. Развития не получил и был закрыт.

## История
Разработка Т-101 начата в 1992 году. Построен самолёт на Московском авиационном производственном объединении (МАПО) в конце 1993 года.
Первый полёт совершён в 1994 году. Рокс-Аэро провело лётные испытания Т-101 на базе Луховицкого авиационного завода.

## Лётно-технические характеристики
Источник данных: Уголок неба

Технические характеристики
- Экипаж: 1-2 чел.
- Пассажировместимость: 15 чел.
- Грузоподъёмность: 1400 кг
- Длина: 15,06 м
- Размах крыла: 18,20 м
- Высота: 4,86 м
- Площадь крыла: 43.63 м²
- Масса пустого: 3330 кг
- Максимальная взлётная масса: 5250 кг
- Масса топлива во внутренних баках: 960 кг
- Силовая установка: 1 × ТВД ТВД-10Б
- Мощность двигателей: 1 × 960 л. с.

Лётные характеристики
- Максимальная скорость: 300 км/ч
- Крейсерская скорость: 250 км/ч
- Практическая дальность: 3000 км
- Практический потолок: 4000 м